# Solo (album Tujiko Noriko)
Solo este cel de-al șaselea album de studio al cântăreții și producătoarei japoneze Tujiko Noriko, lansat în 2007 cu ajutorul casei de discuri Mego.

## Lista pieselor
Toate piesele scrise de către Tujiko Noriko. 
| 1. | „Magic”                   | 4:24 |
| 2. | „Sun!”                    | 6:20 |
| 3. | „Ending Kiss”             | 5:44 |
| 4. | „Let Me See Your Face”    | 5:11 |
| 5. | „Saigo No Chikyou”        | 4:52 |
| 6. | „Gift”                    | 4:59 |
| 7. | „No Error in My Memory”   | 5:21 |
| 8. | „Spot”                    | 5:39 |
| 9. | „In a Chinese Restaurant” | 8:18 |